# الدوري المكسيكي الممتاز 1947-48
الدوري المكسيكي الممتاز 1947-48 (بالإسبانية: Liga Mayor 1947-48)‏ هو الموسم 5 من الدوري المكسيكي الممتاز. أقيم خلال الفترة 31 أغسطس 1947 وحتى 29 يونيو 1948، وأشرف على تنظيمه اتحاد المكسيك لكرة القدم، وكان عدد الأندية المشاركة فيه 15، وفاز فيه كلوب ليون.